# Eduardo da Costa
Eduardo da Costa (Sátão (então Vila de Igreja), 21 de outubro de 1912 - Viseu, 2 de maio de 1998) foi um dos pioneiros em Portugal da viação mecânica aplicada ao transporte público de passageiros
Cedo se familiarizou com os transportes rodoviários, ainda de tracção animal: desde pequeno conduzia carroças puxadas por mulas e machos com que seu pai, José Mariano, há muito tempo “fazia o correio” entre Viseu, Sátão e Aguiar da Beira e, por acréscimo, levava pessoas, actividade secundária mas que, pouco a pouco, se foi tornando dominante .
Emancipando-se da tutela paternal ― que, entretanto, já tinha introduzido inovações, com a adaptação de pequenos motores ao velho mail ―, funda com o grande amigo António Soares Nunes, homem de minas, minérios e separadoras, a Companhia União, tendo adquirido uma moderna e americana Fargo com uma carroçaria formal e um saliente motor a gasolina de 8 cilindros e doze estofados lugares sentados, bem como um tejadilho de carga .
Eduardo da Costa estava, assim, na vanguarda da “revolução silenciosa”, como lhe chamou Aquilino Ribeiro, introduzida pela camionete da carreira, assim mesmo, camionete, como fazia questão em grafar. A gigante transformação social, económica e cultural por ela operada foi, aliás, literariamente documentada pelo velho mestre da escrita e literalmente vivida pelas populações do interior abandonado de um país esquecido  .
Chamou os seus dois irmãos para a sociedade (ficaram a ser os “tenentes”…), foi comprando novas camionetes e ampliou a actividade aos “carros de aluguer” que, como elas, durante as restrições energéticas da Segunda Guerra Mundial, percorriam as estradas movidos a gasogénio.
Em 1947, a Companhia União juntou-se com outra empresa transportadora de passageiros, de Aguiar da Beira ― a Araújo Gomes & Filho ―, constituindo-se assim a União de Sátão e Aguar da Beira, que anda hoje existe independente, num mercado concentrado de grandes grupos comerciais.
Na década de 1960, Eduardo da Costa envolveu-se noutra aventura rodoviária, adquirindo uma pequena e financeiramente exausta sociedade, que operava, não em concorrência, mas nos concelhos limítrofes de Mangualde e Penalva do Castelo ― a Empresa Bernardinos de Camionagem. Assumindo o risco individual da operação, era seu intento estratégico juntá-la à União e ocupar o espaço rodoviário contíguo. Porém, sem a concordância de menos aventureiros sócios, acabou por a vender, depois de totalmente recuperada, a Luís Almeida e seus irmãos, proprietários de uma outra pequena sociedade de transportes de Rio de Moinhos (Penalva do Castelo), a Berrelhas ― fundada por seu pai Bernardo de Almeida, outro dos pioneiros, que iniciaram com essa compra a marcha para uma grande empresa rodoviária .
E, por falar noutros pioneiros, não vale esquecer na região, entre muitos, Joaquim Guedes, Amândio Paraíso, António Marques, Joaquim Oliveira e, no resto do país, Artur Capristano, João Clara, Joaquim Jerónimo, João Cândido Belo, a sul, ou João Fernandes de Sá, Caetano Linhares, Alberto Pinto, Amândio de Oliveira, a norte.
A União saberia, porém, recuperar da timorata atitude dos sócios de Eduardo da Costa e, nas décadas seguintes, com novas concessões e aquisições, estendeu o seu raio de acção e cobriu uma malha rodoviária que se estendeu pelos distritos de Viseu, Guarda e Bragança, abrangendo uma vintena de concelhos, numa rede que, transversalmente, começava em Vouzela e terminava em Pínzio, já a escassos quilómetros de Espanha. Foi, assim ― porque a proporção de participação era estabelecida pela extensão territorial ―, uma das principais sócias fundadoras da Sonero, primeira associação portuguesa de empresas para o transporte internacional de passageiros, a que sucederam a Internorte, a Intercentro e a Intersul, onde a União continua a ter o mesmo lugar.
Com uma vida dedicada à comunicação  e aos motores ― também quando, na década de 1970 administrou, em Lisboa, a Eduardo Costa, SARL, representante da Audi-NSU e importadora das marcas Abarth, Giannini e Daihatsu ―, Eduardo da Costa ainda fez uma breve incursão mineira, durante a Segunda Guerra Mundial, através de uma pequena concessão de exploração nas Minas da Queiriga (Vila Nova de Paiva).